# Champhai
Champhai ist eine Stadt im indischen Bundesstaat Mizoram. Sie ist die drittgrößte Stadt in Mizoram nach Einwohnerzahl.
Die Stadt ist Hauptort des Distrikts Champhai. Champhai hat den Status einer Town. Die Stadt ist in 15 Wards gegliedert. Sie hatte am Stichtag der Volkszählung 2011 32.734 Einwohner, von denen 16.265 Männer und 16.469 Frauen waren. Christen bilden mit einem Anteil von über 97 % die Mehrheit der Bevölkerung in der Stadt. Hindus und Muslime bilden Minderheiten von jeweils ca. 1 %. Die Alphabetisierungsrate lag 2011 bei 96,5 % und damit deutlich über dem nationalen Durchschnitt. 98,1 % der Einwohner gehören den Scheduled Tribes an.
Die Stadt liegt an der Grenze zwischen Indien und Myanmar und damit an einer strategisch wichtigen Stelle. Aus diesem Grund ist es der Haupthandelskorridor zwischen beiden Ländern in der Region.